# Emma Coburn
Emma Coburn (født 9. oktober 1990) er en amerikansk atlet, der konkurrerer i forhindringsløb. 
Hun repræsenterede sit land ved sommer-OL 2012 i London, hvor hun blev nummer 9 i 3000 meter forhindringsløb.
Coburn blev olympisk bronzemedaljevinder i 3.000 meter forhindringsløb ved sommerlegene 2016 i Rio de Janeiro.
I 2021 repræsenterede hun USA i 3.000 meter forhindringsløb ved sommer-OL 2020 i Tokyo, hvor hun blev diskvalificeret i finalen.